# Александровка (Становлянский район)
Алекса́ндровка — деревня в Становлянском районе Липецкой области России. Входит в состав Михайловского сельсовета.

## География
Деревня находится в северо-западной части Липецкой области, в лесостепной зоне, в пределах Среднерусской возвышенности, на левом берегу реки Лотошок, при автодороге 42К-405, на расстоянии примерно 20 км (по прямой) к северо-западу от села Становое, административного центра района.
Абсолютная высота — 207 м над уровнем моря.

### Уличная сеть
Улицы деревни носят имена прославленных земляков .
- Улица Теренкова
- Улица Трещёва

### Климат
Климат характеризуются как умеренно континентальный, с умеренно холодной продолжительной зимой и тёплым летом. Среднегодовая температура воздуха составляет 5,3 °С. Средняя температура воздуха самого холодного месяца (января) — −9,8 °C (абсолютный минимум — −38 °C); самого тёплого месяца (июля) — 19,6 °C (абсолютный максимум — 38 °C). Безморозный период длится около 134 дней. Среднегодовое количество атмосферных осадков составляет 550 мм, из которых около 328 мм выпадает в период с апреля по октябрь. Снежный покров держится в течение 150—160 дней.

### Часовой пояс
Деревня Александровка, как и вся Липецкая область, находится в часовой зоне МСК (московское время). Смещение применяемого времени относительно UTC составляет +3:00.

## Население
| 2010 |
| ---- |
| 63   |

### Половой состав
По данным Всероссийской переписи населения 2010 года, в гендерной структуре населения мужчины составляли 46 %, женщины — соответственно 54 %.

### Национальный состав
Согласно результатам переписи 2002 года, в национальной структуре населения русские составляли 100 % из 53 чел.

## Известные уроженцы, жители
- Теренков, Николай Анастасьевич (1915—1975) — советский военный лётчик, подполковник, Герой Советского Союза.
- Трещёв, Сергей Евгеньевич (род. 1958) — российский космонавт, Герой Российской Федерации (2004). Через шесть лет семья Трещевых переехала из Александровки в Краснодарский край[8].

## Инфраструктура
Личное подсобное хозяйство с зоной сельскохозяйственного использования, индивидуальная застройка усадебного типа.

## Транспорт
Остановка общественного транспорта «Александровка». Автобусное сообщение.